# Brachyunguis tamaricis
Brachyunguis tamaricis är en insektsart. Brachyunguis tamaricis ingår i släktet Brachyunguis och familjen långrörsbladlöss. Inga underarter finns listade i Catalogue of Life.